# Taliq
La escritura taʿlīq es un estilo en caligrafía árabe diseñado específicamente para satisfacer las necesidades del idioma persa. Fue ampliamente utilizado, especialmente en los pueblos que fueron persianizados, hasta que fue reemplazado por la escritura nastaliq.
«Taʿlīq» también se usa generalmente como el nombre de la escritura nastaliq en idioma turco y, a menudo, en el árabe.
El estilo llamado nastaliq también está inspirada en el ta'liq.